# Espai Far
L'Espai Far és un equipament museístic ubicat al Far de Sant Cristòfol de Vilanova i la Geltrú, inaugurat el 16 de juliol de 2016, centrat en el patrimoni mariner de la ciutat. Compta amb tres espais d'exposició permanent: el Museu del Mar de Vilanova i la Geltrú, l'espai Víctor Rojas i el Museu de Curiositats Marineres Roig Toqués. Forma part de la Xarxa de Museus Marítims de Catalunya.

## Museu del Mar de Vilanova i la Geltrú
Ubicat a l’antiga casa del faroner, el Museu del Mar mostra objectes relacionats amb el món de la pesca i la tradició marinera de Vilanova i la Geltrú. La major part dels quals, formen part de la col·lecció que l’Associació Museu del Mar ha anat creant a partir de donacions de pescadors i veïns del barri de mar, al llarg dels darrers quaranta anys.
L'exposició s'inicia amb un audiovisual sobre la Vilanova marinera i es divideix en diversos àmbits, mostrant un recorregut per la historia marinera de la ciutat a partir d’objectes i relats, així com un àmbit específic que sota el títol "Un objecte, una història" dedicat a la preservació i difusió de la memòria oral.

## Espai Víctor Rojas
L’Espai Víctor Rojas acull el centenari bot de salvament de nàufrags Victor Rojas. Actualment, una de les tres úniques embarcacions d’aques tipus que es conserven a Catalunya.
El disseny respon a la seva funcionalitat, preparat per a navegar en situacions extremes i superar forts temporals, ja que té la particularitat que era autoredreçable i insubmergible. A més era de tipus mixt, podia navegar a rem o a vela. Fou construït a Barcelona per Miquel Corbeto l’any 1916. Basant-se en el model anglès Beeching-Peake, l’últim crit en la tecnologia naval de l’època, Corbeto li afegí algunes millores.

## Museu de Curiositats Marines Roig Toqués
El Museu de Curiositats Marineres Roig Toqués conté objectes relacionats amb el mar que Francesc Roig Toqués va anant col·leccionant durant la seva vida: enginys de vaixells, sorres de tot el món, peixos dissecats, entre d'altres curiositats. En aquest espai se li ret també homenatge a la famosa Carpa Juanita, un peix al que Francesc Roig Toqués va domesticar per donar-li a beure amb un porró i menjar amb una cullereta.